# Belvedere Ostrense
Belvedere Ostrense (bis 1863 einfach Belvedere, im lokalen Dialekt: Bélvédé) ist eine italienische Gemeinde (comune) mit 2075 Einwohnern (Stand 31. Dezember 2023) in der Provinz Ancona in den Marken. Die Gemeinde liegt etwa 28 Kilometer westsüdwestlich von Ancona.

## Geschichte
Das Castrum Belvideris wurde im 12. Jahrhundert errichtet und wurde ab dem 13. Jahrhundert von der Stadt Jesi zur Kontrolle des Zolls zwischen Esino und Misa genutzt.